# Carolco Pictures

Carolco Pictures (NYSE: CRCO, також відома як просто Carolco; вимовляється [Каролько]) — американська кінокомпанія, яка знімала фільми з 1976 по 1995 рік та з 2015 по теперішній час.
В 1995 році компанія збанкрутувала.
В 2015 році компанія відродилась.

## Історія
- 1976 — заснування компанії
- 1982 — вийшов перший фільм «Рембо»[4]
- 1985 — вийшов фільм «Рембо ІІ»[4]
- 1988 — вийшов фільм «Рембо ІІІ»[5]
- 1995 — банкрутство компанії[1][2]
- 2015 — відбулось повернення компанії[3]